# 菲欧洛·奥蒂洛
菲欧洛·奥蒂洛·乔鲍（匈牙利語：Fiola Attila Csaba，發音：[ˈfijolɒ ˈɒtːilɒ ˈt͡ʃɒbɒ]；1990年2月17日—），是一名匈牙利職業足球員，司职中後衛。他現在效力於匈牙利足球甲级联赛球隊費夏華足球會。他也是匈牙利國家足球隊的成員，並且入選了匈牙利2016年歐洲國家盃參賽名單。

## 生平
2021年6月1日，菲欧洛被列入最終26人大名單，代表匈牙利參加2020年歐洲國家盃。